# Emperor's New Clothes
"Emperor's New Clothes" é uma canção da banda norte-americana de rock Panic! at the Disco. Foi lançada como o terceiro single do quinto álbum de estúdio da banda, Death of a Bachelor (2016), em 21 de outubro de 2015 pela Fueled by Ramen e DCD2.
A faixa foi escrita por Brendon Urie, Jake Sinclair, Lauren Pritchard, Sam Hollander e Dan Wilson, e produzida por Jake Sinclair. Seu videoclipe foi lançado no YouTube simultaneamente com o single, e serve como uma sequência do videoclipe de "This Is Gospel". "Emperor's New Clothes" foi indicada na categoria de "Melhor Faixa" na Kerrang! Awards de 2016.

## Videoclipe
O videoclipe da canção "Emperor's New Clothes" foi lançado no canal da Fueled by Ramen no YouTube em 21 de outubro de 2015. O vídeo foi dirigido por Daniel "Cloud" Campos, que também produziu e dirigiu o videoclipe de "This Is Gospel", também de Panic! at the Disco, do álbum Too Weird to Live, Too Rare to Die! (2013). O clipe acontece após os eventos que aconteceram no vídeo de "This is Gospel" e mostra a transição do vocalista Brendon Urie no momento em que seu corpo morre e sua alma se transforma em uma luz branca.
"Emperor's New Clothes" foi indicado na categoria de "Vídeo do Ano" na pesquisa anual de leitores da Rock Sound em 2015. A canção também foi nomeada para "Melhor Videoclipe" no Alternative Press Music Awards de 2016.

## Desempenho nas tabelas musicais
| Tabela musical (2015–2016)                              | Melhor posição |
| ------------------------------------------------------- | -------------- |
| Canadá (Canadian Hot 100)                               | 89             |
| Escócia (Scottish Singles Chart)                        | 49             |
| Estados Unidos (Billboard Hot 100)                      | 68             |
| Estados Unidos (Billboard Hot Rock & Alternative Songs) | 5              |
| Reino Unido (UK Singles Chart)                          | 88             |

| Tabela musical (2015)           | Posição |
| ------------------------------- | ------- |
| Estados Unidos (Hot Rock Songs) | 81      |
| Tabela musical (2016)           | Posição |
| Estados Unidos (Hot Rock Songs) | 25      |

## Certificações
| Canadá (Music Canada)                                                             | Ouro    | 40 000‡    |
| Estados Unidos (RIAA)                                                             | Platina | 1 000 000‡ |
| Reino Unido (BPI)                                                                 | Ouro    | 400 000‡   |
| ‡ Número de vendas + streaming definido com base apenas no nível de certificação. |         |            |